# Agrimensura

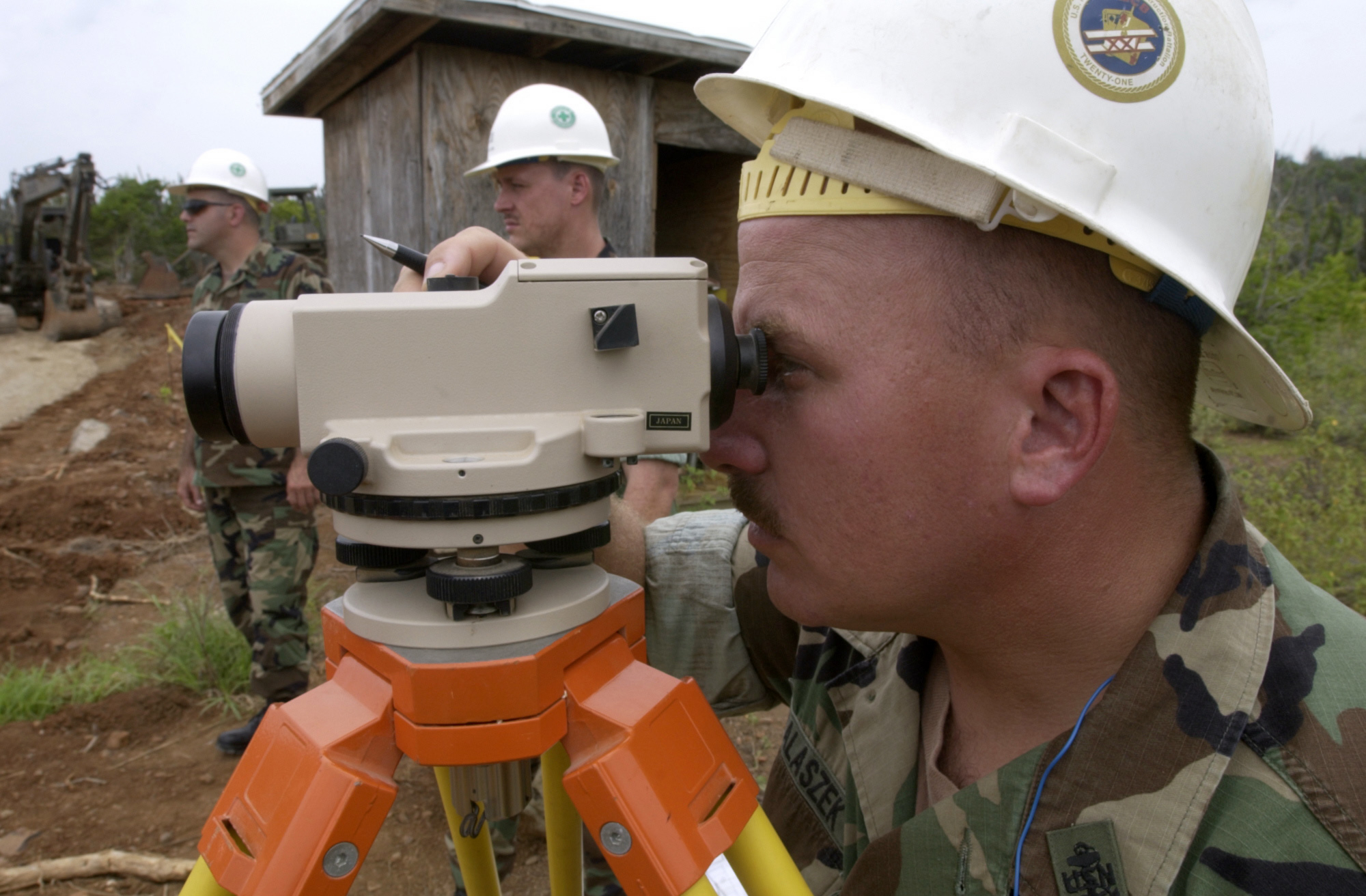
Agrimensor treballant amb un instrument d'anivellament.

L'agrimensura va ser considerada antigament la branca de la topografia destinada a la delimitació de superfícies, el mesurament d'àrees i la rectificació de límits. En l'actualitat la comunitat científica internacional reconeix que és una disciplina autònoma, amb estatut propi i llenguatge específic que estudia els objectes territorials a tota escala, focalitzant-se en la fixació de tota classe de límits.
D'aquesta manera produeix documents cartogràfics i infraestructura virtual per a establir plans, cartes i mapes, donant publicitat als límits de la propietat o governamentals. Per tal de complir el seu objectiu, l'agrimensura es nodreix de la topografia, geometria, enginyeria, trigonometria, matemàtiques, física, dret, geomorfologia, edafologia, arquitectura, història, computació, teledetecció.

## Origen

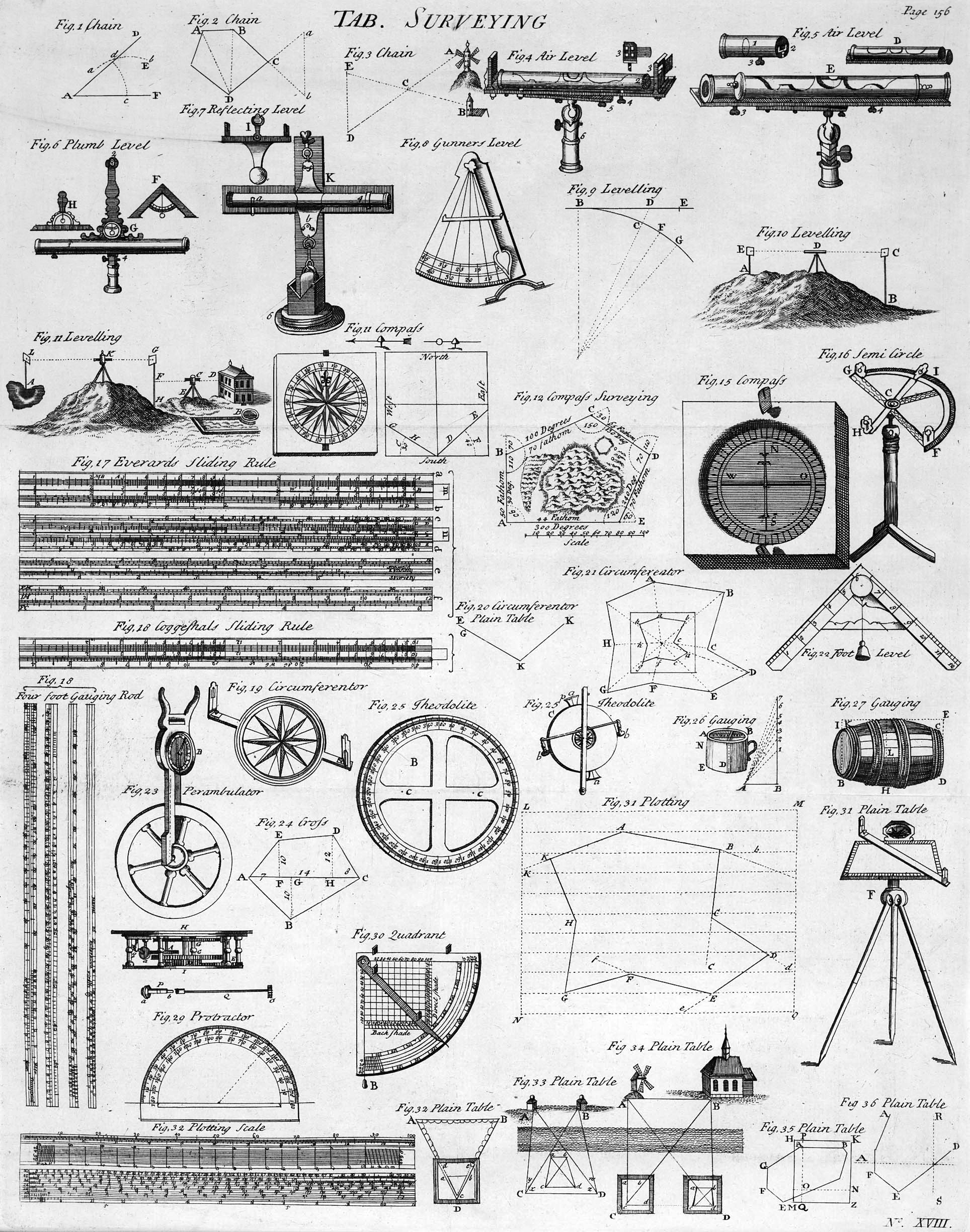
Quadre d'agrimensura, 1728 Cyclopaedia.

Al llarg de l'evolució d'aquesta disciplina els agrimensors s'han servit de diversos instruments específics de la seva activitat. Entre ells va destacar durant segles l'escaire d'agrimensor, que permetia establir les dimensions de diferents angles en diverses direccions.
L'agrimensura ha estat un element essencial en el desenvolupament de l'entorn humà, des del començament de la història registrada (en el 5000 aC), és un requisit en la planificació i execució de gairebé tota forma de la construcció. Les seves aplicacions, actuals, més conegudes són en el transport, edificació i construcció, comunicació, cartografia, i la definició dels límits legals de la propietat de terrenys.
Les tècniques de l'agrimensura s'han aplicat al llarg de la història. En l'antic Egipte, quan el Nil inundava les seves riberes i les granges que es trobaven sobre aquestes, es van establir límits per simple geometria. La quasi perfecta quadratura i orientació nord-sud de la Gran Piràmide de Gizeh, construïda el 2700 aC, confirma que els  egipcis  dominaven l'agrimensura.
- Registre de terres a Egipte (3000 aC)
- Els grecs eren experts agrimensors; la paraula 'geometria' significa 'mesurar la terra'. Cap al 550 a.C., Eupalí va emprar tècniques d'agrimensura senzilles per calcular on iniciar el seu túnel a Samos.[1]
- Sota els romans els agrimensors es van establir com una professió, i van crear les divisions bàsiques de l'imperi, així com el registre dels impostos de les terres conquerides (cap a l'any 300)
- A Anglaterra, el Domesday Book per Guillem I d'Anglaterra (1086)
  - Cobria tota Anglaterra.
  - Figuren noms dels propietaris de les terres, superfície, qualitat de la terra, i informació específica sobre el contingut de la zona i els seus habitants.
  - No incloïa mapes mostrant l'exacta localització de les terres.
- El cadastre de l'Europa continental es va crear el 1808.
  - Creat per Napoleó Bonaparte, "Un bon cadastre serà el meu major èxit en el meu dret civil", de Napoleó I
  - Contenia el nombre de parcel de la terra, el seu ús el seu valor ...
  - 100 milions de lots de terra, és triangular i van mesurar fent mapes a escala d'1:2500 i 1:1250
  - Ràpida propagació per Europa, però sobretot a causa dels problemes en els països de la Mediterrània, els Balcans i Europa oriental ocasionats per les despeses de manteniment del cadastre i conflictes.

Els mesuraments a gran escala són un prerequisit per a realitzar un mapa. A finals dels anys 1780, un equip de la cartografia de la Gran Bretanya, inicialment sota el General William Roy va començar la Principal de la triangulació de Bretanya utilitzant el teodolit Ramsden.
A Espanya, al segle xix, Javier de Burgos va donar suport a la creació de les Acadèmies de les Nobles Arts, per a expedir títols d'agrimensors.

## Etimologia
La paraula agrimensura es compon de les paraules llatines ager (camp) i mensura (amidament), de manera que l'agrimensura és la ciència que s'ocupa de l'amidament dels camps.

## Tècniques

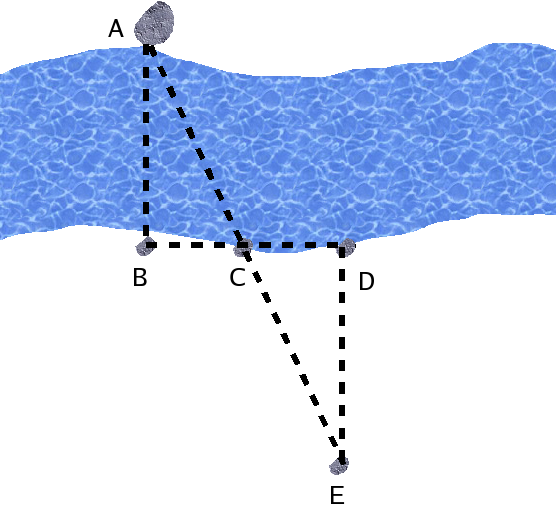
Mesura d'amplades

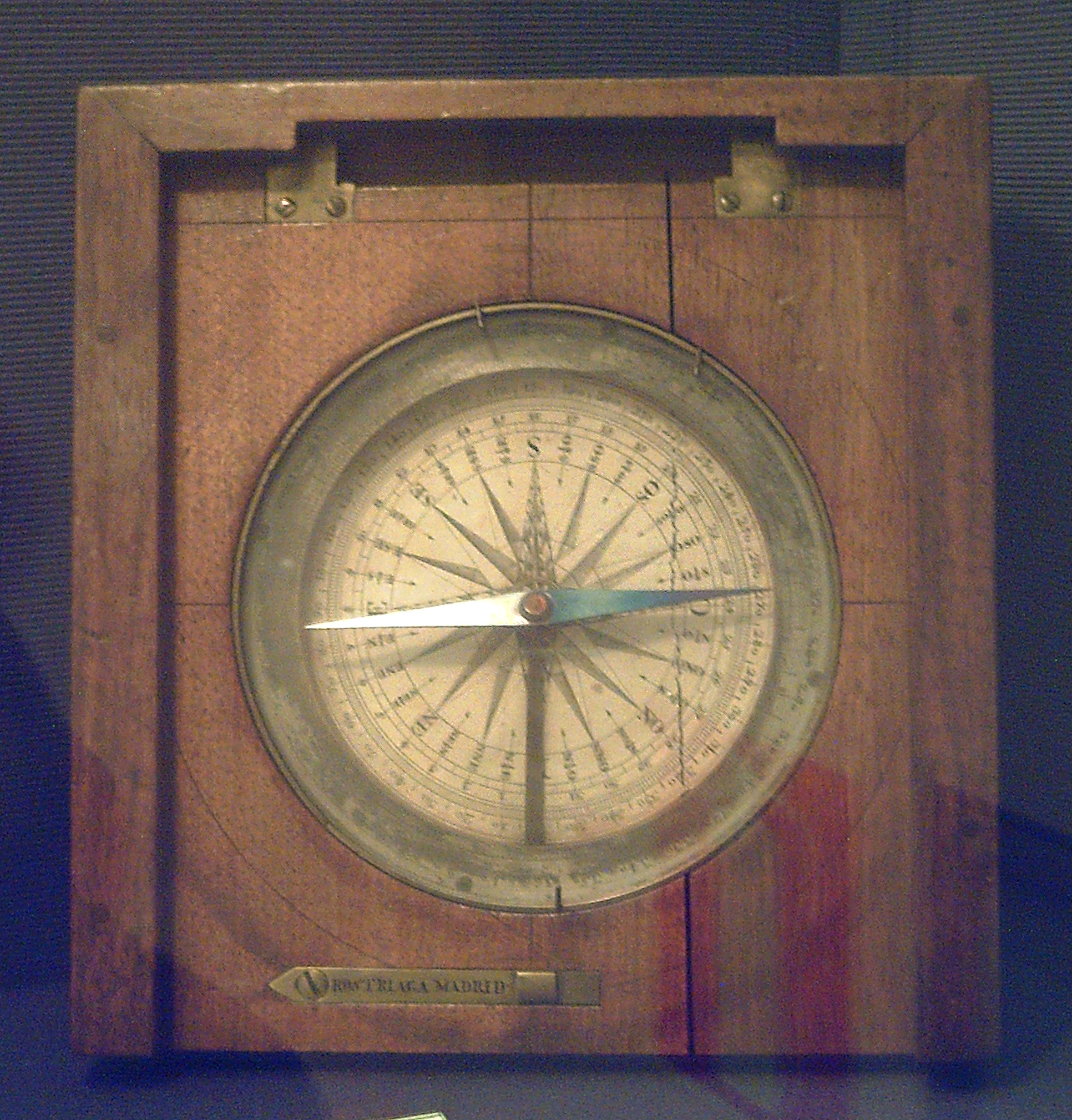
Brúixola d'agrimensor de fins del (MAN, Madrid).

Històricament, es van mesurar distàncies de múltiples formes, com unir els punts amb cadenes d'una longitud coneguda, per exemple, la cadena de Gunter o cintes d'acer o invar. Per tal de mesurar les distàncies horitzontals, aquestes cadenes o cintes es tibaven d'acord amb la temperatura, per reduir l'allargament i l'error de mesura associat.
Els angles horitzontals es van mesurar utilitzant una brúixola, que proporciona una inclinació magnètica que es podia mesurar. Aquest tipus d'instrument posteriorment es va millorar, amb uns discs inscrits amb millor resolució angular, així com el muntar telescopis amb reticles per veure amb més precisió sobre del disc (vegeu teodolit). A més, es van afegir cercles calibrats que permetien mesurar d'angles verticals, juntament amb els verniers per mesurar les fraccions de grau.
El mètode més simple per mesurar altures és amb un altímetre (bàsicament un baròmetre); utilitzant la pressió de l'aire com a indicador d'altures. Però per l'agrimensura es necessitava millorar la precisió. Amb aquesta finalitat s'han desenvolupat una multitud de variants, com ara els nivells exactes. Els nivells són calibrats per donar un plànol exacte de diferències d'altures entre l'instrument i el punt en qüestió que es mesura, en general, mitjançant l'ús d'una mira topogràfica.
A finals dels 1990 s'utilitzaven com a eines bàsiques en l'agrimensura sobre el terreny, la cinta mètrica per mesurar les distàncies més curtes o diferències de cotes, i un teodolit fixat en un trípode per a mesurar angles horitzontals i verticals, en combinació amb la triangulació. Partint d'un punt de referència, on es coneix la seva ubicació i cota, es mesuren distàncies i els angles d'altres dels quals es vol conèixer la seva ubicació i cota. Un instrument més modern és l'estació total, que és un teodolit electrònic amb un dispositiu de mesura de distància (EDM). Des de la introducció de les estacions totals s'han anat canviant tots els dispositius òptics i mecànics per electrònics, amb un ordinador portàtil i programari. Les modernes estacions top-of-the-line ja no requereixen un reflector o prisma (utilitzats per a tornar els polsos de llum en mesurar distàncies) per tornar les mesures de distància, són totalment autòmats, i pot fins i tot enviar un correu electrònic amb els dades a l'ordinador de l'oficina i connectar-se a un sistema de navegació per satèl·lit, com ara el conegut GPS. Encara que els sistemes GPS han augmentat la velocitat en la presa de dades de l'agrimensura, encara només tenen una precisió d'uns 20 mm. A més els sistemes GPS no funcionen en zones amb una densa arbreda. És per això que les estacions totals no han eliminat per complet els instruments anteriors. La robòtica permet als agrimensors recollir mesures necessàries sense haver de contractar més treballadors, mirant a través del telescopi o gravar dades. Una forma més ràpida de mesurar (sense obstacles) és anar en un helicòpter amb localització acústica per làser, combinat amb el GPS per a determinar l'alçada de l'helicòpter. Per augmentar la precisió, es col·loquen etiquetes al sòl (a uns 20 km). Aquest mètode aconsegueix una precisió d'uns 5 mm.
Amb el mètode de triangulació, el primer que s'ha de conèixer és la distància horitzontal a l'objecte. Si no es coneix o no es pot mesurar directament, es calcula com s'explica en l'article triangulació. Llavors, l'alçada d'un objecte es pot obtenir mitjançant el mesurament de l'angle entre l'horitzontal i la línia que uneix un punt a una distància coneguda i la part superior de l'objecte. Per determinar l'alçada d'una muntanya, s'ha de prendre com a referència el nivell del mar, però aquí les distàncies poden ser massa grans i la muntanya pot ser que no es vegi. Així doncs, en primer lloc s'ha de determinar la posició d'un punt, aleshores anem fins a aquest punt i fer una mesura relativa, i així successivament fins que arribi al cim de muntanya.

## Agrimensura com carrera
Els principis bàsics de l'agrimensura han canviat poc al llarg dels segles, però els instruments utilitzats pels agrimensors han evolucionat enormement. L'enginyeria, especialment l'enginyeria civil, depèn en gran manera dels agrimensors. Sempre hi ha camins, dics, murs de contenció, ponts sobre zones residencials per construir, on els agrimensors estan involucrats. Determinen els límits de la propietat privada i els límits de les diferents divisions polítiques. També ofereixen assessorament i dades per als sistemes d'informació geogràfica (SIG), bases de dades informatitzades que contenen informació sobre les característiques i límits del terreny.
Els agrimensors hauran de posseir un coneixement minuciós d'àlgebra, càlcul numèric bàsic, geometria i trigonometria. També han de conèixer les lleis que regulen els cadastres, la propietat privada i els contractes. A més, han de ser capaços d'utilitzar els delicats instruments amb exactitud i precisió.

## Agrimensors famosos
- Benjamin Banneker
- James Cook (navegador)
- George Everest
- Carl Friedrich Gauß
- Thomas Jefferson
- William Lambton
- Abraham Lincoln
- Liu Hui
- Alexander Mackenzie
- Thomas Mitchell
- Bernard Palissy
- Peter Pond
- Johann Jakob Rebstein
- Henry David Thoreau
- George Vancouver
- George Washington